# 1919 en chimie
Cet article présente les faits marquants de l'année 1919 en chimie.

## Évènements
- Juin : le physicien britannique d'origine néo-zélandaise Ernest Rutherford publie les résultats  de ses expériences sur la désintégration de l'atome dans une série de quatre article dans le Philosophical Magazine intitulés Collision of alpha particles with light atoms. Il réussit la première transmutation artificielle, la fission d’un noyau d’azote sous le choc d’une particule alpha[1].
- 18-28 juillet : assemblée générale constitutive du Conseil international de recherches se réunit à Bruxelles. Elle fonde l'Union astronomique internationale, l'Union géodésique et géophysique internationale, l'Union internationale de chimie pure et appliquée et l'Union internationale de radiotélégraphie scientifique[2].
- Le physicien allemand Max Born et le chimiste allemand Fritz Haber développent le cycle de Born-Haber[3].
- Création de l'Institut polytechnique de Bretagne puis de l'Ouest (IPO) par la Chambre de commerce, qui deviendra l'Ecole nationale supérieure de chimie de Rennes[4],[5].
- La réaction de Staudinger est découverte par Hermann Staudinger[6], c'est une réaction chimique dans laquelle un azoture organique réagit avec un dérivé de phosphore(III), en général une phosphine, pour former un iminophosphorane. Le plus souvent, on ajoute de l'eau pour hydrolyser l'iminophosphorane intermédiaire ce qui conduit à l'obtention d'une amine primaire.

## Prix
- Médaille Davy : Percy F. Frankland sur la base de ses travaux remarquables en chimie, notamment sur l'activité optique, et sur la fermentation[7],[8].

## Naissances
- 19 mars : Bernard Pullman (mort en 1996), chimiste et biochimiste quantique théoricien français.
- 22 avril : Donald J. Cram (mort en 2001), chimiste américain, prix Nobel de chimie en 1987.
- 31 juillet : Primo Levi (mort en 1987), écrivain et docteur en chimie italien rendu célèbre par son livre Si c'est un homme
- 7 août : John Paul Hogan (mort en 2012), chimiste américain.
- 9 décembre :
  - Samuel Epstein (mort en 2001), géochimiste américain.
  - William Nunn Lipscomb (mort en 2011), chimiste américain, prix Nobel de chimie en 1976.
- 29 novembre : Mildred Rebstock (morte en 2011), chimiste américaine.
- 20 décembre : Robert Crane (mort en 2010), biochimiste américain.

## Décès
- 4 avril : Sir William Crookes (né en 1832), chimiste et physicien britannique.
- 15 juillet : Hermann Emil Fischer (né en 1852), chimiste allemand, lauréat du prix nobel de chimie de 1902[9],[10].

- 12 octobre : Frances Wood (née en 1883), chimiste et statisticienne anglaise.

- 15 novembre[11] : Alfred Werner (né en 1866), chimiste suisse.